# Karin Finsterbusch
Karin Finsterbusch (* 1963 in Backnang) ist eine deutsche evangelische Theologin.

## Leben
Nach dem Abitur am Max-Born-Gymnasium in Backnang studierte Finsterbusch ab 1982 Evangelische Theologie in Stuttgart, Tübingen, Jerusalem und Heidelberg, ab 1987 zusätzlich Judaistik an der Hochschule für Jüdische Studien Heidelberg. Aufgrund einer von Christoph Burchard betreuten Dissertation über die Bedeutung der Tora bei Paulus wurde sie 1994 an der Ruprecht-Karls-Universität Heidelberg zur Dr. theol. promoviert. Anschließend war sie Vikarin und Pfarrvikarin in der Evangelischen Landeskirche in Württemberg. 2003 nahm sie einen Ruf als  Professorin für Biblische Theologie an der Evangelischen Hochschule Rheinland-Westfalen-Lippe in Bochum an. Im selben Jahr habilitierte sie sich an der Eberhard Karls Universität Tübingen für das Fach Altes Testament. Seit 2004 lehrt sie als ordentliche Professorin für Evangelische Theologie an der Universität Koblenz-Landau, seit 2023 Rheinland-Pfälzische Technische Universität Kaiserslautern-Landau. Ihre 1995 geschlossene Ehe mit dem Medizinhistoriker Udo Benzenhöfer dauerte bis zu dessen Tod im März 2021.

## Schriften (Auswahl)
- Die Thora als Lebensweisung für Heidenchristen. Studien zur Bedeutung der Thora für die paulinische Ethik (= Studien zur Umwelt des Neuen Testaments 20). Vandenhoeck & Ruprecht, Göttingen 1996.
- mit Udo Benzenhöfer: Moraltheologie pro „NS-Euthanasie“. Studien zu einem „Gutachten“ (1940) von Prof. Joseph Mayer mit Edition des Textes. Laurentius, Hannover 1998, ISBN 978-3-931614-95-9.
- Nichtjuden und Völker im Spiegel rabbinischer Texte der tannaitischen Zeit. Laurentius, Hannover 1999, ISBN 3-931614-94-8.
- Weisung für Israel. Studien zu religiösem Lehren und Lernen im Deuteronomium und in seinem Umfeld. Mohr Siebeck, Tübingen 2005, ISBN 3-16-148623-4.
- JHWH als Lehrer der Menschen. Ein Beitrag zur Gottesvorstellung der Hebräischen Bibel (= Biblisch-Theologische Studien 90). Neukirchener Verlag, Neukirchen-Vluyn 2007.
- Deuteronomium. Eine Einführung (= UTB 3626). Vandenhoeck & Ruprecht, Göttingen 2012.
- mit Norbert Jacoby: MT-Jeremia und LXX-Jeremia 1–24. Synoptische Übersetzung und Analyse der Kommunikationsstruktur. Vandenhoeck & Ruprecht, Göttingen 2016, ISBN 3-7887-2995-3.
- mit Norbert Jacoby: MT-Jeremia und LXX-Jeremia 25–52. Synoptische Übersetzung und Analyse der Kommunikationsstruktur. Vandenhoeck & Ruprecht, Göttingen 2017, ISBN 3-7887-3045-5.
- mit Norbert Jacoby: MTL-Ez 11,25–48,35 und LXX96711,25–48,35. Synoptische Übersetzung und Analyse der Kommunikationsstruktur. Vandenhoeck & Ruprecht, Göttingen 2023, ISBN 978-3-525-56082-2.
- mit Norbert Jacoby, unter Mitarbeit von Claudia Losekam: MTL-Ez 11,25–48,35 und LXX96711,25–48,35. Synoptische Leseausgabe des hebräischen und des griechischen Textes. Vandenhoeck & Ruprecht, Göttingen 2023, ISBN 978-3-525-56083-9.

## Herausgeberschaft
- mit Helmut A. Müller: Das kann ich dir nie verzeihen!? Theologisches und Psychologisches zu Schuld und Vergebung. Vandenhoeck & Ruprecht, 2. Aufl., Göttingen 1999.
- mit Armin Lange und K.F. Diethard Römheld: Human Sacrifice in Jewish and Christian Tradition (Numen Book Series 112). Brill, Leiden 2007.
- Bibel nach Plan? Biblische Theologie und schulischer Religionsunterricht. Vandenhoeck & Ruprecht. Göttingen 2007.
- mit Michael Tilly: Verstehen, was man liest. Zur Notwendigkeit historisch-kritischer Bibellektüre. Vandenhoeck & Ruprecht, Göttingen 2010.
- mit Armin Lange: What is Bible? (Contributions to Biblical Exegesis and Theology 67). Peeters, Leuven 2012.
- Deuteronomy in Process: From Early Composition to the „Fifth Book of Moses“ (JAJ 3/2), 2012.
- mit Eberhard Bons: Konstruktionen individueller und kollektiver Identität (I). Altes Israel/Frühjudentum, Griechische Antike, Neues Testament/Alte Kirche. Studien aus Deutschland und Frankreich (BThSt161). Neukirchener Theologie, Neukirchen-Vluyn 2016.
- mit Armin Lange: Texts and Contexts of Jeremiah. The Exegesis of Jeremiah 1 and 10 in Light of Text and Reception History (Contributions to Biblical Exegesis and Theology 82). Peeters, Leuven 2016.
- mit Eberhard Bons: Konstruktionen individueller und kollektiver Identität (II). Alter Orient, Hellenistisches Judentum, Römische Antike, Alte Kirche (BThSt 168). Vandenhoeck & Ruprecht, Göttingen 2017.
- mit Armin Lange und Russell Fuller: Between Textual Criticism and Literary Criticism. HeBAI 9, Mohr Siebeck, Tübingen 2020.
- mit Armin Lange, Russell Fuller und Jason Driesbach: The Comparative Textual Criticism of Religious Scriptures. THBSup 8, Brill, Leiden 2024.